# Moondarra State Park
Moondarra State Park är en park i Australien. Den ligger i kommunen Baw Baw och delstaten Victoria, omkring 120 kilometer öster om delstatshuvudstaden Melbourne.
Närmaste större samhälle är Moe, omkring 15 kilometer söder om Moondarra State Park. 
I omgivningarna runt Moondarra State Park växer i huvudsak städsegrön lövskog. Runt Moondarra State Park är det ganska tätbefolkat, med 179 invånare per kvadratkilometer. Genomsnittlig årsnederbörd är 1 343 millimeter. Den regnigaste månaden är juni, med i genomsnitt 189 mm nederbörd, och den torraste är januari, med 59 mm nederbörd.